# Catocala ultronia
Catocala ultronia är en fjärilsart som beskrevs av Jacob Hübner 1818. Catocala ultronia ingår i släktet Catocala och familjen nattflyn. Inga underarter finns listade i Catalogue of Life.

## Bildgalleri

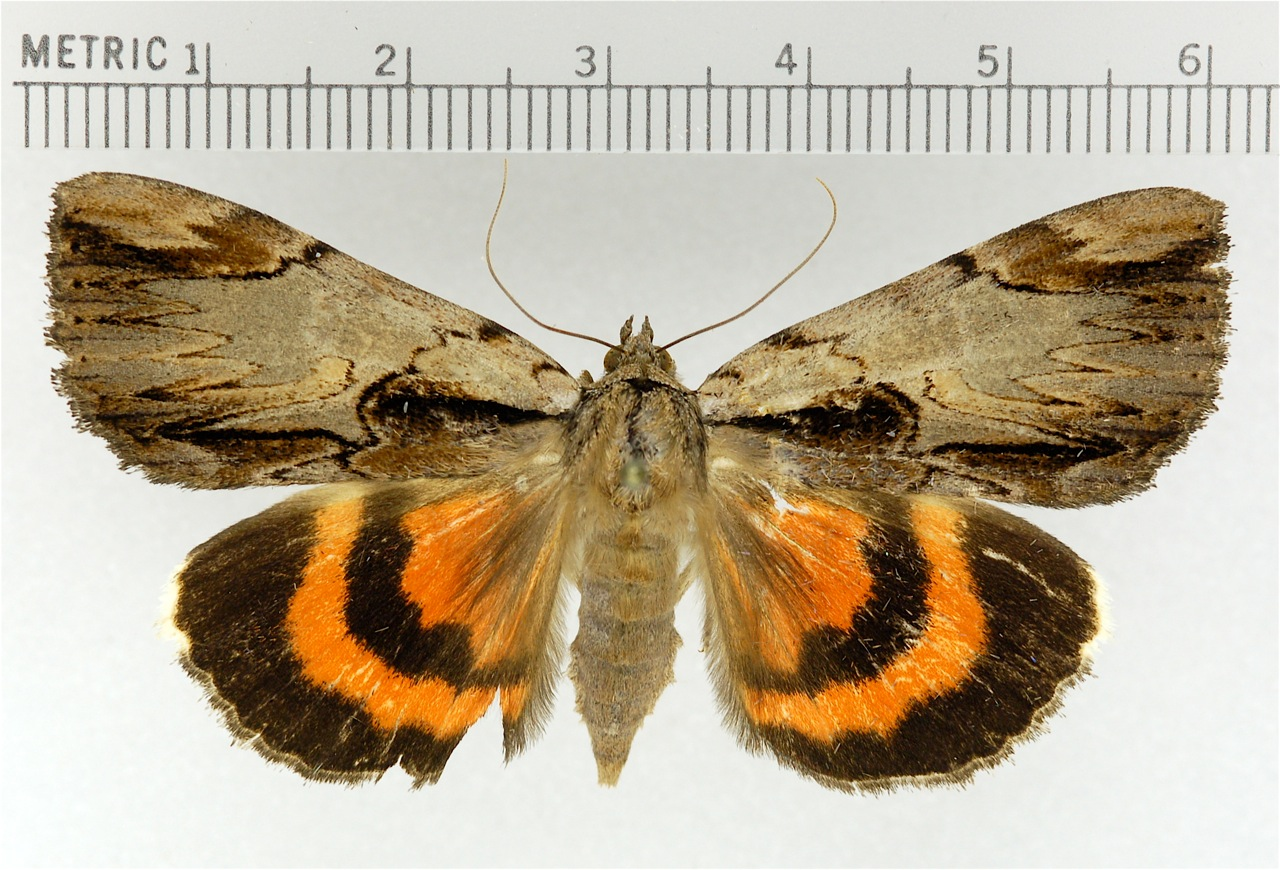